# Compania a 9-a

Posterul internațional al filmului

Compania a 9-a (în rusă 9 Рота) este un film epic de război rus din 2005, regizat de Fiodor Bondarciuk. Acțiunea filmului este plasată în timpul Războiul afgano-sovietic, fiind bazată în linii generale pe bătălia reală de la Cota 3234 de la începutul anului 1988, desfășurată de o companie din Regimentul Independent 345 Aeroportat de Gardă, în timpul ultimei mari operațiunii militare sovietice din Afganistan („Operațiunea Magistral”).
Pe plan internațional filmul a fost distribuit sub denumirea „The 9th Company”.

## Distribuție
- Artur Smolianinov în rolul sergentului Oleg Liutaev (Liutîi)
- Aleksei Ciadov în rolul lui Vladimir Vorobiev (Vorobei)
- Konstantin Kriukov în rolul lui Ruslan Petrovskii (Giokonda)
- Ivan Kokorin în rolul lui Ciugainov (Ciugun)
- Mihail Evlanov în rolul lui Riabokon (Riaba)
- Artiom Mihalkov în rolul lui Stasenko (Stas)
- Soslan Fidarov în rolul lui Bigbulatov (Pinocet)
- Ivan Nikolaev în rolul lui Serîi
- Mihail Porecenkov în rolul lui Aleksandr Dîgalo
- Fiodor Bondarciuk în rolul lui Pogrebniak (Hohol)
- Dmitri Muhamadeev în rolul sergentului Afanasiev
- Irina Rahmanova în rolul lui Belosnejka
- Amadu Mamadakov în rolul sergentului Kurbahaliev (Kurbași)
- Aleksandr Shein în rolul lui Patefon (Aleksandr Șein)
- Aleksei Kravcenko în rolul căpitanului Bîstrov
- Aleksandr Bașirov în rolul lui Pomidor
- Mihail Efremov în rolul veteranului
- Stanislav Govoruhin în rolul comandantului regimentului de antrenamente
- Andrei Krasko în rolul colonelului
- Aleksandr Lîkov în rolul maiorului genist-instructor
- Aleksei Serebriakov în rolul lui căpitanului de recunoaștere
- Oles Kațion în rolul lui Mihei
- Karen Martirosian în rolul lui Așot
- Marat Gudiev în rolul lui Ahmet
- Denis Moshkin în rolul lui „ciornîi aist” („barza neagră”)
- Aleksandr Kucerenko în rolul frizerului
- Svetlana Ivanova în rolul Olei
- Evgheni Arutiunian în rolul radistului
- Mihail Vladimirov în rolul tanchistului
- Mihail Solodko în rolul ofițerului de la comisariatul militar